# Desertimonas
Desertimonas es un género de bacterias grampositivas de la familia Ilumatobacteraceae. Actualmente contiene una sola especie: Desertimonas flava. Fue descrita en el año 2018. Su etimología hace referencia a desierto. El nombre de la especie hace referencia a amarillo. Es aerobia e inmóvil. Catalasa negativa y oxidasa positiva. Tiene un tamaño de 0,7 μm de ancho por 1,1 μm de largo. Temperatura de crecimiento entre 15-37 °C, óptima de 28 °C. Forma colonias circulares, convexas, lisas, amarillas y con márgenes enteros en agar R2A tras 14 días de incubación. No crece en agar LB, MA ni TSA. Tiene un contenido de G+C de 70,2%. Se ha aislado del suelo de desierto en Xinjiang, China. 